# Migueli Marín
'Miguel Ángel Marín es un cantautor español más conocido como Migueli. Licenciado en Historia del Arte y Filosofía y Letras, Máster en Musicoterapia y en Counselling y Especialista en Orientación Educativa. 

## Biografía
Compatibiliza su carrera musical con un trabajo de acompañamiento a personas en situación de vulnerabilidad social y riesgo de exclusión, como personas excarceladas o sin techo, ayudándoles a través de la música.
Ha compartido escenario con artistas españoles como Rozalen, Jorge Drexler, Marwan, Bebe, Revolver, El Canto del Loco, Manuel Carrasco, Pereza, Leiva, La Cabra Mecánica, Pedro Guerra, Carlos Núñez, Víctor Manuel, Celtas Cortos, Ismael Serrano, Manolo Tena o Danza Invisible. Ha actuado en España, Portugal, Alemania, Inglaterra, Suiza, Estados Unidos, Canadá y en países de Latinoamérica.
En 2013 adaptó y grabó el himno de la Jornada Mundial de la Juventud de Río de Janeiro (Brasil) y lo cantó en la Misa Inaugural del Papa Francisco.
Migueli es Premio “Culturas 2009”, otorgado por la Junta de Extremadura, Candidato de honor el 2010 para la Medalla de Extremadura, Premio ALANDAR otorgado por la revista Alandar[cita requerida], y Premio “Humanizar”[cita requerida], entregado por la fundación Humanizar y el Centro de Humanización de la Salud en el 2016.
Actualmente, tiene una sección musical en el programa de Televisión Española (TVE) “Ultimas Preguntas”[cita requerida] y  en el programa “Fronteras”[cita requerida] de RNE.

## Relación con el Cristianismo
Migueli realiza acompañamiento a personas en situación de vulnerabilidad social y riesgo de exclusión, como presos o personas que duermen en la calle

## Discografía
- 2018 - Migueli en libertad 8[4]
- 2016 - Agujero con mil colores[5]
- 2014 - Como un girasol
- 2013 - Humanizar 2 que me cuiden
- 2012 - El amor lo arregla todo
- 2009 - Mucha agua y mucha sed
- 2008 - Muda tua cara, cara!
- 2007 - Mortadela con aceitunas
- 2005 - Humanizar
- 2004 - Todo cambia
- 2001 - Padentro
- 2001 - No puedo vivir sin ti
- 2000 - Jesús de Nazaret
- 1997 - Un poquito p'adentro
- 1994 - No nos convencerán
- 1993 - Qué escándalo